# Сухий Чортомлик
Сухий Чортомлик — річка в Україні, у Нікопольському районі Дніпропетровської області. Ліва притока Чортомлика (басейн Дніпра).

## Опис
Довжина річки приблизно 17 км. Місцями пересихає.

## Розташування
Бере початок на північно-східній околиці села Південне. Тече переважно на південний схід і у Олексіївці (колишнє село Чортомлик) впадає у річку Чортомлик, праву притонку Дніпра.
Населені пункти вздовж берегової смуги: Приміське.
Річку перетинає автошлях Т 0432